# CDR (广播)
CDR，全称为“Convergent Digital Radio”（直译为“聚合数字广播”），旧称“China Digital Radio”（直译为“中国数字广播”），是中华人民共和国开发的一种数字音频广播系统。

## 简介
2007年，由广电总局广播科学研究院牵头，展开了中国自主知识产权数字音频广播系统研发工作。2011年起，作为牵头单位的广科院逐步完成调频频段数字音频广播关键技术的研究、样机的开发及测试工作，并于2013年提交了调频频段数字音频广播信道技术的行业标准建议稿，于8月作为广电总局行业标准被正式颁布。2013年10月，中国首个CDR数字广播频率——深圳电台“动听102”开播，此后多个地方相继开通了CDR广播。目前，各地的CDR数字广播大多与当地的中国之声模拟FM频率同频点播出。

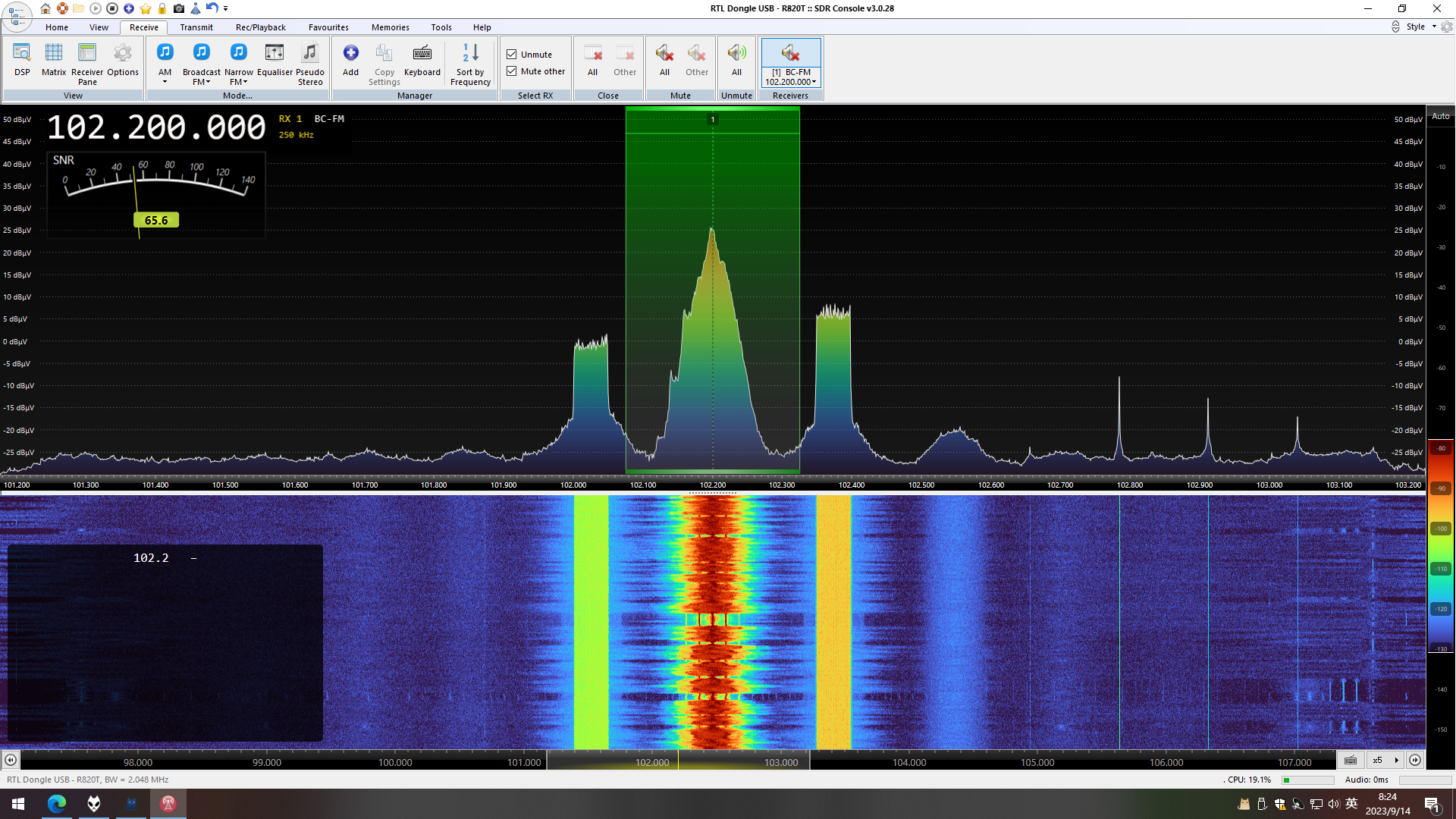
中国广播电台的CDR数字广播频谱，上图展示的是来自一地102.2MHz的CDR广播信号。

CDR主要使用调频广播频段（87-108MHz），也可用于调幅广播，可与现有的模拟广播同频同步播出。CDR的信源编码采用了中国开发的DRA+数字音频编码标准（这一标准也广泛用于中国的DTMB数字电视中），这一编码技术可保证在高压缩效率、低解码复杂度的情况下，仍能保持较好的听觉感受，最高可达到接近于典型环绕声的音质。
2018年1月，中国国家新闻出版广电总局发布消息，经国际电信联盟（ITU）无线电通信局批准，CDR正式成为ITU国际标准。

## 节目
一般情况下，各地广电部门组织在当地的中国之声调频广播中播出CDR数字广播信号，部分地区视情况增加CDR广播节目数量，需要使用专用CDR收音机方可接收并解调其中的广播节目。一般节目传输数量随地区而变，如北京在FM99.6的中国交通广播和106.1的中国之声都设立了CDR广播。广州的广东电视塔在2020-2022年间使用CDR广播制式播出高音质的广东电台节目，频率和内容均与对应节目台的模拟版本相同，其后则仅剩下99.3发射传送广东广播电视台音乐之声及广东广播电视台股市广播。其余地区则通常在当地主发射台的中国之声FM频率设立CDR广播转播中央人民广播电台的老年之声、阅读之声和中国乡村之声三套节目。

## 应用CDR数字广播的国家和地区
只有中华人民共和国（不含港澳台）使用该制式对在全国多地播出节目。2017年以前，深圳电台曾开播“动听102”频率向公众介绍并推广CDR数字广播，惟最终因该频率是违规开办而停播。截至目前，多数地区的CDR广播仅用于广播央广老、阅、乡三套广播节目。而香港、澳门和台湾则暂未有引入数字广播的计划。

## 限制
由于CDR数字广播普及率极低，且知名度较少，故鲜有开发者开发能应用于SDR的CDR数字广播解调软件。相反该制式的蓝本美国HD Radio数字广播则支持使用SDR收听节目。另一方面在中国大陆，收音机厂家也少有推出支持CDR数字广播的收音机型号，较为知名的如德生、山进等生产商亦以继续生产传统模拟制式收音机为主。随着网络科技的发展，越来越多车企研发出支持联网的智能车机中控系统，并接入诸如云听、蜻蜓等网络数字广播运营商平台。相较于频道更丰富，音质更高的网络广播而言，传统CDR数字广播局限性更大。因此为减少成本，大部分国产和进口车企选择仅为车机保留传统模拟FM和AM广播功能，以网络化数字广播取代传统的CDR。故在中国大陆大部分城市，CDR数字广播的收听率近乎为零。